# Adoretus nietneri
Adoretus nietneri är en skalbaggsart som beskrevs av Ohaus 1914. Adoretus nietneri ingår i släktet Adoretus och familjen Rutelidae. Inga underarter finns listade i Catalogue of Life.